# Macrolenes annulata
Macrolenes annulata är en tvåhjärtbladig växtart som först beskrevs av Étienne Pierre Ventenat, och fick sitt nu gällande namn av Charles Victor Naudin. Macrolenes annulata ingår i släktet Macrolenes och familjen Melastomataceae. Inga underarter finns listade i Catalogue of Life.